# XM214 Microgun
XM214 — американський прототип 5.56 мм багатоствольного роторного кулемета. Його розбила і побудувала компанія General Electric. Також відомий як Microgun, тому що XM214 був зменшеною та полегшеною версією M134 "minigun", під набій M193 5.56×45 мм.

## Розробка
Спочатку XM214 розробляли для використання в авіації. Пізніше General Electric переробили кулемет на піхотну систему, відому як GE Six-Pak. Повна вага системи Six-Pak становила 38,5 кг з боєкомплектом на 1000 набоїв, що можна порівняти по вазі з деякими важкими кулеметами.  Вага базового кулемета Six-Pak складала 12,2 кг.  Розрахунок кулемета складає два солдати, кулемет можна було встановлювати на триногу M122 або на шкворні в автомобілі. Загальна довжина складає 104,1 см, довжина лише кулемета 68,6 см. Ширина (разом з цинком для набоїв) становить 44,4 см. Зазвичай приціл був телескопічним.
Система Six-Pak складається з XM214, модуля живлення та з двох модулів боєкомплекту по 500-набоїв кожний в фабричному пакуванні та одноразові касети змонтовані на стійці. Стрічка з набоями подається через гнучкий жолоб в кулемет; після випорожнення першої касети, боєприпаси подавалися з другої касети, вимикаючи видимий сигнал про те, що треба встановити нову касету в стійку.
Модуль живлення містить 24-вольтну нікель-кадмієву батарею, 600-ватний мотор та твердотільні електронні елементи управління. Якщо батарею не було підключено до джерела живлення автомобіля, заряду батареї вистачить на 3000 пострілів. Систему можна швидко розділити на дві частини вагою приблизно по 18 кг кожна. Це можна швидко зробити за допомогою фітинга на кінці жолобу живлення.
Електронне керування складається з обмежувача черги та допомагають автоматично прочищати кулемет після черг. За допомогою електронного керування, темп вогню можна встановити від 400 пострілів за хвилину до 4000 пострілів за хвилину. Пізніше у виданні Jane's Infantry Weapons зазначалося, що теоретичний темп стрільби може становити до 6000 пострілів за хвилину.  Джордж Чінн, автор книги The Machine Gun Volume V, стверджував, що прототип XM214 мав темп вогню до 10000 пострілів за хвилину, але піхотний варіант Six-Pak мав обмеження в 4000 постріли за хвилину.

### Установка microgun
Установка 5,56 мм Microgun розміром 224 x 25 см була розроблена для зовнішнього використання на легких літаках та гелікоптерах. Модуль мав об'єм від 1500 до 3500 набоїв , а вага становила від 84 до 136 кг. Система живлення була безланцюговою в спіральному барабані і мала номінальний темп стрільби в 6000 пострілів за хвилину.  Були доступні коригування темпу стрільби від 1000 до 10000 пострілів за хвилину. Живлення йшло або від батареї або від літака.

## Просування та прийом
Основою маркетингової пропозиції було те, що кулемет використовує набій 5,56 мм який використовували в гвинтівці M16. Армія та ВПС виявили зацікавленість до кулемета який був пристосований під стандартний гвинтівковий набій.  Менший та легший Microgun міг замінити Minigun на важкоозброєних ударних літаках та гелікоптерах, що дозволило б звільнити місце для боєприпасів, обладнання та для додаткової зброї. Деякі малі літаки які не могли нести великі Minigun'ани могли отримати XM214 на 135-кг установці.  General Electric переробили зброю для використання на річкових суднах ВМС США. Інженери компанії запропонували  багато видів установок в тому числі для відкритих дверей, крил або носу літаків, встановили шість кулеметів в модифікованому бомбовому відсіку та навіть в баштах автоматизованої мережі оборони. Тим не менш використання калібру 5,56 мм в Microgun було його мінусом. При стрільбі з літаків, точність на великій швидкості була низькою, а у порівнянні з набоєм 7,62 мм який використовували в Minigun дальність стрільби була не задовільною. General Electric спробувала переорієтувати Microgun в якості піхотної зброї, але армія не виявила зацікавленості.